# Фінляндія на Чемпіонаті світу з легкої атлетики 2017
Фінляндія на Чемпіонаті світу з легкої атлетики 2017, що проходив з 4 по 13 серпня 2017 року в Лондоні (Велика Британія) була представлена 12 спортсменами.

## Результати

### Чоловіки
Трекові і шосейні дисципліни
| Спортсмен      | Дисципліна   | Фінал     | Фінал |
| Спортсмен      | Дисципліна   | Результат | Місце |
| -------------- | ------------ | --------- | ----- |
| Яркко Кіннунен | Ходьба 50 км |           |       |
| Алексі Ояла    | Ходьба 50 км |           |       |
| Аку Партанен   | Ходьба 50 км |           |       |

Технічні дисципліни
| Спортсмен        | Дисципліна        | Кваліфікація | Кваліфікація | Фінал           | Фінал           |
| Спортсмен        | Дисципліна        | Результат    | Місце        | Результат       | Місце           |
| ---------------- | ----------------- | ------------ | ------------ | --------------- | --------------- |
| Сімо Ліпсанен    | Потрійний стрибок | 16.54        | 17           | Завершив виступ | Завершив виступ |
| Артту Паюлахті   | Стрибки у довжину | 7.49         | 29           | Завершив виступ | Завершив виступ |
| Теро Піткямякі   | Метання списа     |              |              |                 |                 |
| Давід Сьодерберг | Метання молота    |              |              |                 |                 |

### Жінки
Трекові і шосейні дисципліни
| Спортсмен            | Дисципліна           | Забіги    | Забіги | Півфінал  | Півфінал | Фінал     | Фінал |
| Спортсмен            | Дисципліна           | Результат | Місце  | Результат | Місце    | Результат | Місце |
| -------------------- | -------------------- | --------- | ------ | --------- | -------- | --------- | ----- |
| Анне-Марі Хюрюляйнен | Марафон              | Н/Д       | Н/Д    | Н/Д       | Н/Д      | 2:35:33   | 25    |
| Камілла Рікардссон   | 3000 м з перешкодами |           |        | Н/Д       | Н/Д      |           |       |

Технічні дисципліни
| Спортсмен        | Дисципліна         | Кваліфікація | Кваліфікація | Фінал            | Фінал            |
| Спортсмен        | Дисципліна         | Результат    | Місце        | Результат        | Місце            |
| ---------------- | ------------------ | ------------ | ------------ | ---------------- | ---------------- |
| Крістійна Мякеля | Потрійний стрибок  | 13.92        | 16           | Завершила виступ | Завершила виступ |
| Мінна Нікканен   | Стрибки з жердиною | 4.20         | 20           | Завершила виступ | Завершила виступ |
| Лінда Сандблом   | Стрибки у висоту   |              |              |                  |                  |